# Arturo Ripstein
Arturo Ripstein, celým jménem Arturo Ripstein y Rosen (* 13. prosince 1943 v Mexico City) je mexický filmový režisér, filmový producent a scenárista. Svou kariéru začal jako asistent Luise Buñuela a později se proslavil nezávislými filmy, často založenými na scénářích významných latinskoamerických autorů.

## Život a kariéra
Arturo Ripstein se narodil 13. prosince 1943 v Mexico City. Svou kariéru ve filmovém průmyslu zahájil jako asistent renomovaného režiséra Luise Buñuela, na jehož filmu Anděl zkázy z roku 1962 Ripstein spolupracoval. V roce 1965 Ripstein debutoval jako režisér filmem Tiempo de Morir (Čas smrti). Scénář k tomuto filmu napsali Carlos Fuentes a Gabriel García Márquez. Následně několikrát spolupracoval s významnými latinskoamerickými spisovateli.
Ripstein se dokázal etablovat v mexickém filmovém průmyslu a pokračovat ve své práci bez větších omezení, a to i za vlády José Lópeze Portilla, která výrazně omezila financování filmů. Během této doby dokonce natočil dva filmy, které jsou považovány za jedny z jeho nejlepších. Jsou to El lugar sin límites a La viuada negra, oba natočené v roce 1977.
Ripstein ve svých filmech nesledoval komerční zájmy ani se nesnažil uspokojit specifický vkus publika, ale sledoval pouze své umělecké aspirace. Příběhy, které ve svých filmech vyprávěl, se často zabývaly samotáři a jejich problémy. Ripstein pracoval s dlouhými záběry, v nichž se objevilo a hrálo několik herců, což ve srovnání s moderními rychlými střihy a mnoha detailními záběry působilo staromódně.
V roce 1991 Ripstein ve spolupráci se svou ženou Paz Alicií Garcíadiego režíroval remake filmu La mujer del puerto z roku 1930. V nové verzi ztvárnili hlavní role Evangelina Sosa a Damián Alcázar. Na produkci se podílela malá nezávislá americká filmová společnost. Film byl považován za obtížně prodejný, ale byl vnímán jako potenciální průlom mexického filmu v mezinárodní artové kinematografii. Film však tyto naděje nenaplnil a byl promítán převážně na druhořadých filmových festivalech. Film byl vnímán jako temný a pesimistický, což bylo uváděno jako důvod jeho nízké divácké přitažlivosti.
Ripsteinovým zatím posledním filmem byl La calle de la amargura z roku 2015. V roce 2016 byl zvolen předsedou poroty 69. Mezinárodního filmového festivalu v Locarnu.
V roce 2017 byl uveden do Akademie filmových umění a věd (AMPAS), která každoročně uděluje Oscary.
Otec Artura Ripsteina, Alfredo Ripstein (1916–2007), byl známý mexický filmový producent; jeho sestra Silvia byla filmová herečka (pod pseudonymem Daniela Rosen); a jeho synové jsou také aktivní ve filmovém průmyslu: Alejandro Ripstein je producent a střihač a Gabriel Ripstein debutoval jako režisér v roce 2015.

## Filmografie
- 1966: Tiempo de morir
- 1969: La hora de la niños
- 1970: Exorcismos
- 1970: La belleza
- 1972: El castillo de la pureza
- 1974: El Santo Oficio
- 1975: Tiempo de correr
- 1975: Ciencias sociales
- 1975: Ciencias naturales
- 1976: Foxtrot
- 1977: La viuda negra
- 1977: El lugar sin límites
- 1979: La tía Alejandra
- 1979: Der Fall Claudia Bernal (La ilegal)
- 1981: Rastro de muerte
- 1982: La seducción
- 1984: El otro
- 1986: El imperio de la fortuna
- 1991: La mujer del puerto
- 1993: Proncipio y fin
- 1994: La reina de la noche
- 1996: Profundo carmesí
- 1998: El evangelio de las maravillas
- 1999: Keine Post für den Oberst (El Coronel no tiene quien le escriba)
- 2000: Así es la vida
- 2002: La vírgen de la lujuria
- 2006: El carnaval de Sodoma
- 2011: Los razones del corazón
- 2015: La calle de la amargura
- 2019: El diablo entre las piernas